# 以科學家命名的國際單位列表
以科學家命名的國際單位列表列出由國際度量衡委員會指定在其領域有突出貢獻科學家的名字命名的國際單位。國際單位制是當今應用最廣泛的測量單位系統，目前共有7種基本單位，22種衍生單位（不包含複合單位），而其中有2種基本單位與17種衍生單位以科學家命名。這些單位在現在常用於科學與商業貿易上。按照規定，這些以科學家名字命名的國際單位永久使用。以下列表列出以科學家命名的國際單位。

## 以科學家命名的國際單位
| 基本單位 | 衍生單位 |

（顏色圖例）
| 姓名                            | 生平年份  | 國籍             | 物理量       | 國際單位                 | 圖像 |
| ------------------------------- | --------- | ---------------- | ------------ | ------------------------ | ---- |
| 安德烈-馬里·安培                | 1775–1836 | 法國             | 電流         | 安培（A） （基本單位）   |      |
| 威廉·汤姆孙（第一代開爾文男爵） | 1824–1907 | 英國（蘇格蘭人） | 熱力學溫度   | 克耳文（K） （基本單位） |      |
| 布萊茲·帕斯卡                   | 1623–1662 | 法國             | 壓強         | 帕斯卡（Pa）             |      |
| 艾薩克·牛頓                     | 1643–1727 | 英國（英格蘭人） | 力           | 牛頓（N）                |      |
| 安德斯·攝爾修斯                 | 1701–1744 | 瑞典人           | 溫度         | 攝氏溫標（°C）           |      |
| 夏爾·奧古斯丁·庫侖              | 1736–1806 | 法國             | 電荷         | 庫侖（C）                |      |
| 詹姆斯·瓦特                     | 1736–1819 | 英國（蘇格蘭人） | 功率         | 瓦特（W）                |      |
| 亞歷山卓·伏打                   | 1745–1827 | 義大利           | 電勢         | 伏特（V）                |      |
| 蓋歐格·歐姆                     | 1789–1855 | 德國             | 電阻         | 歐姆（Ω）                |      |
| 麥可·法拉第                     | 1791–1867 | 英國（英格蘭人） | 電容         | 法拉（F）                |      |
| 約瑟·亨利                       | 1797–1878 | 美國             | 電感         | 亨利（H）                |      |
| 威廉·韋伯                       | 1804–1891 | 德國             | 磁通量       | 韋伯（Wb）               |      |
| 維爾納·馮·西門子                | 1816–1892 | 德國             | 電導         | 西門子（S）              |      |
| 詹姆斯·普雷斯科特·焦耳          | 1818–1889 | 英國（英格蘭人） | 能量         | 焦耳（J）                |      |
| 亨利·貝克勒                     | 1852–1908 | 法國             | 放射性       | 貝克勒（Bq）             |      |
| 尼古拉·特斯拉                   | 1856–1943 | 塞爾維亞-美國    | 磁通量密度   | 特斯拉（T）              |      |
| 海因里希·赫茲                   | 1857–1894 | 德國             | 頻率         | 赫茲（Hz）               |      |
| 羅爾夫·馬克西米利安·希沃特      | 1896–1966 | 瑞典             | 輻射等效劑量 | 西弗（Sv）               |      |
| 路易斯·哈羅德·戈瑞              | 1905–1965 | 英國（英格蘭人） | 輻射吸收劑量 | 戈雷（Gy）               |      |

## 奈培與貝爾
奈培與貝爾為兩種無維度單位，用於定義在對數尺度上的相對幅度。 這兩個單位並非正式的國際單位，但可用於國際單位制上。
| 姓名                   | 生平年份  | 國籍                  | 物理量             | 單位       | 圖像 |
| ---------------------- | --------- | --------------------- | ------------------ | ---------- | ---- |
| 約翰·納皮爾            | 1550–1617 | 英國（蘇格蘭人）      | 數量級（自然對數） | 奈培（Np） |      |
| 亞歷山大·格拉漢姆·貝爾 | 1847–1922 | 英國（蘇格蘭人）-美國 | 數量級（常用對數） | 貝爾（B）  |      |

## 外部連結
- 物理尺寸單位（页面存档备份，存于）（英文）